# Santa Isabel (Tolima)
Santa Isabel es un municipio colombiano ubicado en el norte del departamento de Tolima, en límites con el parque nacional natural Los Nevados.

## Generalidades
Fundado: 12 de septiembre de 1893 con el nombre de Tolda de María por Rómulo C. Madrid, José María Alzate, Pedro Alcantara, José María Vega, Julián Cárdenas, Simeón Cardona y Cedar Ramos. En 1903 alcanzó la categoría de municipio. 
Descripción Física: El municipio de Santa Isabel se ubica en el norte del Departamento, su cabecera está situada sobre los 3° 50′ de latitud norte y los 90° 4′de longitud al oeste de Greenwich
- Extensión total:416 km² Extensión área urbana: 216 km² Extensión área rural: 210 km²

- Distancia a Ibagué: 86 km

- Distancia a Bogotá: 222 km por la vía Armero-Cambao 232 km por la vía Ambalema-Cambao y 265 km por la vía a Ibagué

### Límites municipales
Santa Isabel está delimitado por los siguientes municipios, excepto con Caldas, Risaralda y Quindío:
| Noroeste: Villamaría ( Caldas) (Parque nacional natural Los Nevados) | Norte: Murillo               | Nordeste: Líbano                 |
| Oeste: Pereira ( Risaralda)                                          |                              | Este: Venadillo                  |
| Suroeste: Salento ( Quindío)                                         | Sur: Anzoátegui (Río Totaré) | Sureste: Anzoátegui (Río Totaré) |

## Histórica
El territorio estaba poblado por los indios tolimas y palenques de la tribu de los pantágoras al mando del cacique Agocha, cuando fue descubierto por los españoles en 1.541 en cabeza de Álvaro de Mendoza. Posteriormente el presbítero Rómulo C. Madrid con los señores José María Álzate, Pedro Alcántara, José María Vega, Julián Cárdenas, Simón Cardona y Cedar Ramos, el 12 de septiembre de 1893 fundaron el pueblo con el nombre de Tolda de María y luego pasó a llamarse Santa Isabel en honor la princesa de Hungría que era la devoción del presbítero Madrid en 1.897 le fue dado el carácter de corregimiento, dependiente de Venadillo y mediante la Ordenanza n.º 13 de 1.904 fue erigido en Municipio, Por la Asamblea Departamental por un primer alcalde Don Lizandro Moreno. sin embargo, las primeras personas que penetraron en la zona fueron cazadores procedentes de Venadillo, seguidos por madereros y colonos desplazados por las guerras y la violencia. Los habitantes de esta población son de origen antioqueño y provenientes del sur y orientes de Antioquia como Sonsón, Abejorral, Ríonegro y Marinilla, también de Caldas y región occidental del Tolima, población asentada en ladeas de una de las ramas de la cordillera Purima sobre un filo que solo le permite extenderse a lo largo de ella.

## División Político-Administrativa
Además de su Cabecera municipal. Santa Isabel tiene bajo su jurisdicción los siguientes Centros poblados:
- Colón
- San Rafael

### Veredas

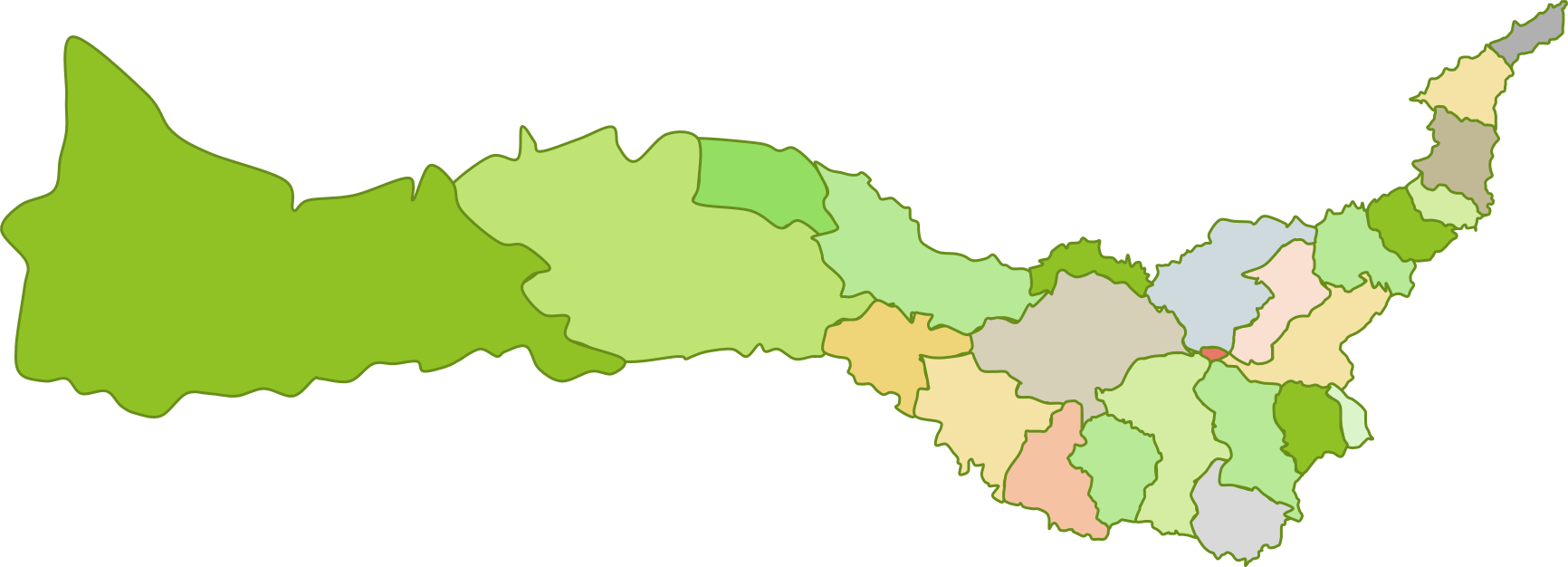
Mapa Político de Santa Isabel Tolima

Además, de las siguientes veredas: El Corozo, Asociadas La Cumbre-Venado-Candelaria, Santa Bárbara, Santa Lucía, San Isidro, La Estrella, La Pava, Las Animas, Buena Vista, La Congoja, La Cristalina, La Rica, Bolívar, San Carlos, Guaymaral, La Esmeralda, El Brasil, La Humareda, La Yuca, Vallecitos, Las Damas, Totarito, Las Palomas y Chiquita.

## Economía
El sistema se define como el conjunto de actividades organizadas y realizadas por un grupo de productores, de acuerdo con sus objetivos, cultura y recursos, utilizando prácticas tecnológicas, en respuesta al medio físico, para obtener producciones. un sistema está conformado por componentes que se relacionan entre sí y con los del ambiente que estos contienen y que a partir de su comportamiento pueden afectar el sistema. siendo de tipo físico, biótico, económico o sociocultural. dentro del componente físico se contemplan variables como el clima, geología, geomorfología y los suelos con sus principales características edáficas y clasificación respectiva. el componente biótico está compuesto por las especies agrícolas, pecuarias y el hombre como ordenador del sistema y el componente económico hace relación a la existencia y asignación de recursos productivos tales como tierra, mano de obra a diferentes segmentos del proceso de producción, infraestructura y capital.
El componente sociocultural está conformado por el productor, como elemento central en el proceso de toma de decisiones que afectan los procesos productivos agropecuarios, a su familia y su entorno. para el municipio de santa Isabel se han definido los siguientes sistemas de producción, teniendo en cuenta el componente físico, biótico, económico y sociocultural: Sistema de producción de clima cálido semihúmedo (csh) y templado semihúmedo (tsh), en suelos superficiales a moderadamente profundos con pendientes entre el 25% y 75%, con cultivos de café tecnificado, caña panelera, plátano y ganadería bovina en áreas de producción semi – empresarial (sp1). • sistema de producción de clima templado semihúmedo (csh, frío semihúmedo (fsh) y páramo bajo semihümedo (pbsh), en suelos moderadamente profundos a profundos, con pendientes entre el 3%, 12% y 50%, con cultivos de arveja seca, papa y ganadería bovina en áreas de producción semi – empresarial (sp2). • sistema de producción de clima templado semihúmedo (tsh) y frío semihúmedo (fsh), con suelos superficiales a moderadamente profundos, con pendientes entre 12% y 50%, con cultivos de maíz, cacao, fríjol, mora, y frutales, en áreas de economía campesina (sp3). • sistema de producción en clima templado semihúmedo (tsh), frío semihúmedo (fsh), frío húmedo (fh) y páramo bajo semihúmedo (pbsh ) dedicado a la ganadería semiintensiva y extensiva de doble propósito en áreas de economía campesina (sp4). • sistema de producción de clima frío semihúmedo (fsh), frío húmedo (fh) y páramo bajo semihúmedo (pbsh) con bosques y cultivos ilícitos (sp5). • zona de protección y conservación que se encuentra en las provincias climáticas frío, páramo y nieves perpetuas, donde se encuentra localizada la zona amortiguadora y la zona del parque natural los nevados.

## Turismo
El municipio cuenta con alto potencial turístico ecológico, rural y cultural, que han empezado a ser explotados desde 2015 y que forman parte hoy del Plan de Desarrollo Municipal, Agroecoturismo Fuente de Prosperidad, se destacan los siguientes:
- Parque Nacional Natural de los Nevados: El municipio de Santa Isabel es uno de los siete municipios del Tolima que tienen influencia directa en Parque Nacional Natural Los Nevados y es uno de los que tienen una gran extensión de su territorio en zona de páramo. dado lo anterior el municipio goza de gran variedad de flora y fauna propia de este ecosistema de páramo. además de ser tener ruta de acceso a todos los picos o volcanes nevados que integran este importante Parque Nacional

- Termales vereda La Yuca: Ubicados en la vereda la Yuca a una distancia aproximada de 20 km del casco urbano, es uno de los principales atractivos naturales del municipio. sus aguas termales cálidas y medicinales brindan a sus visitantes una gran sensación de tranquilidad. Además de disfrutar de la fauna y flora característica de estos ecosistemas que lo hacen un destino único en Colombia.

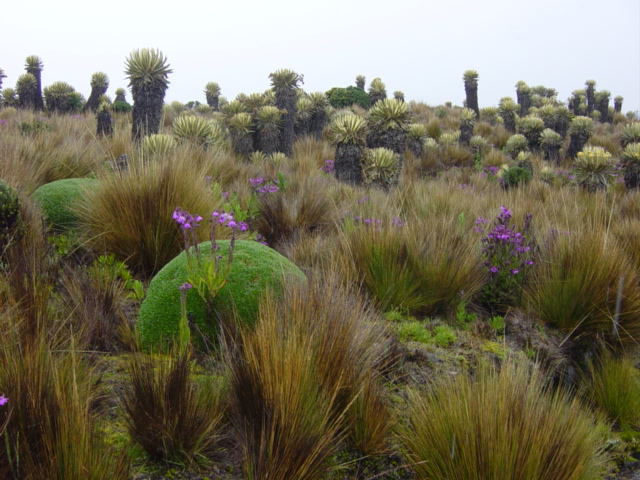
Frailejones en el Nevado de Santa Isabel.
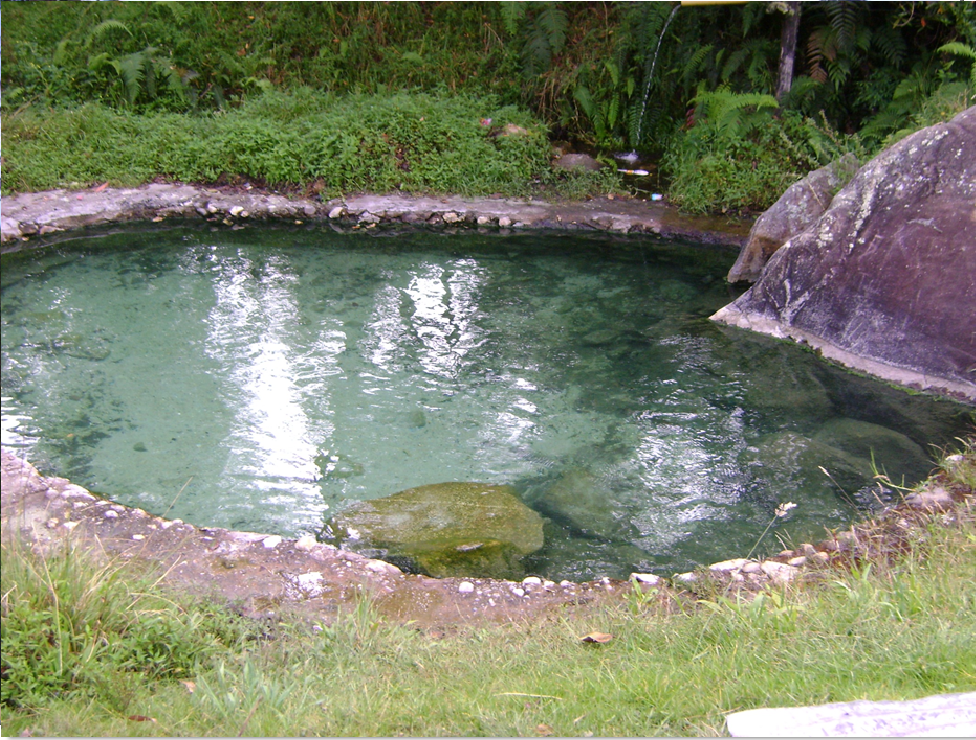
Termales vereda La Yuca
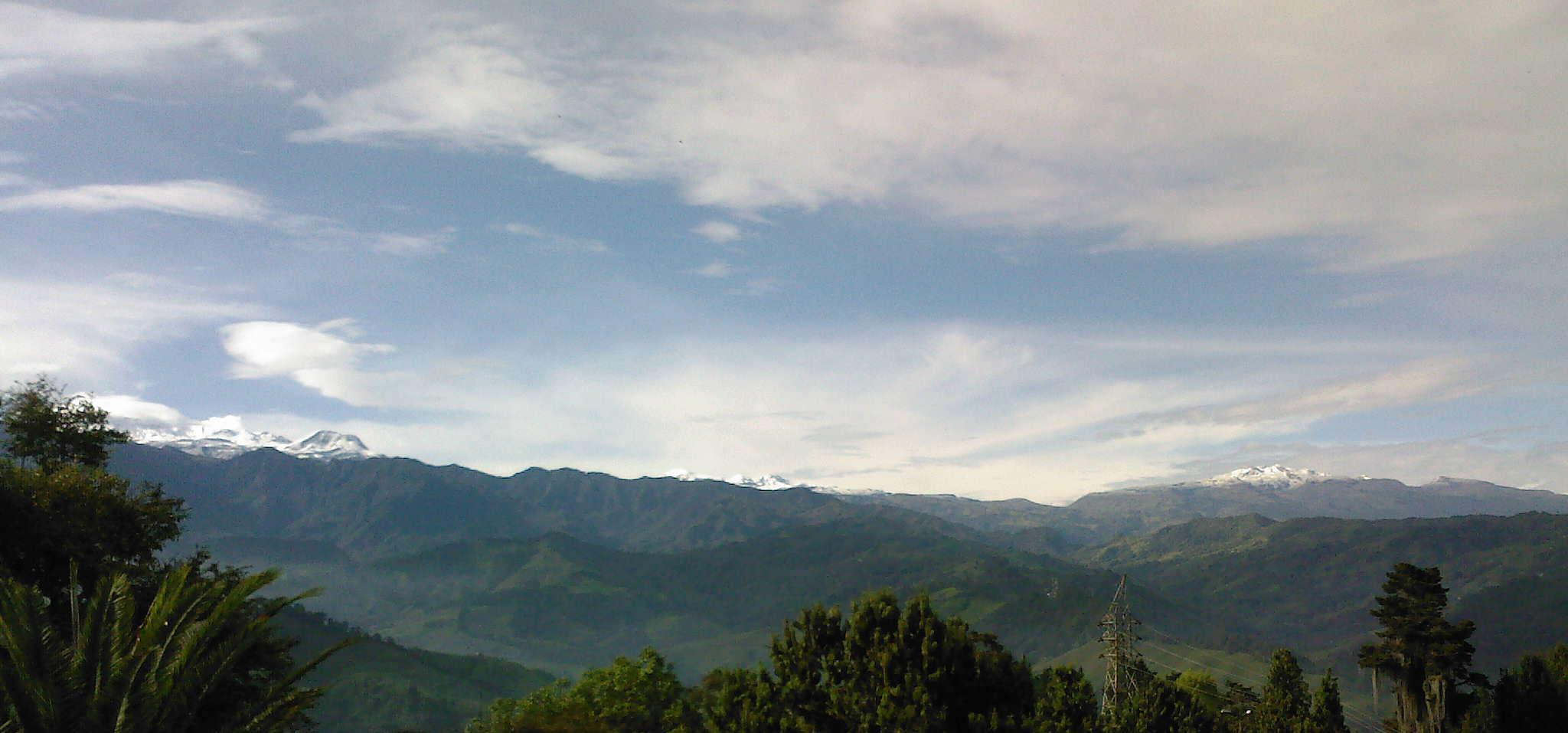
Parque Nacional Natural de los Nevados
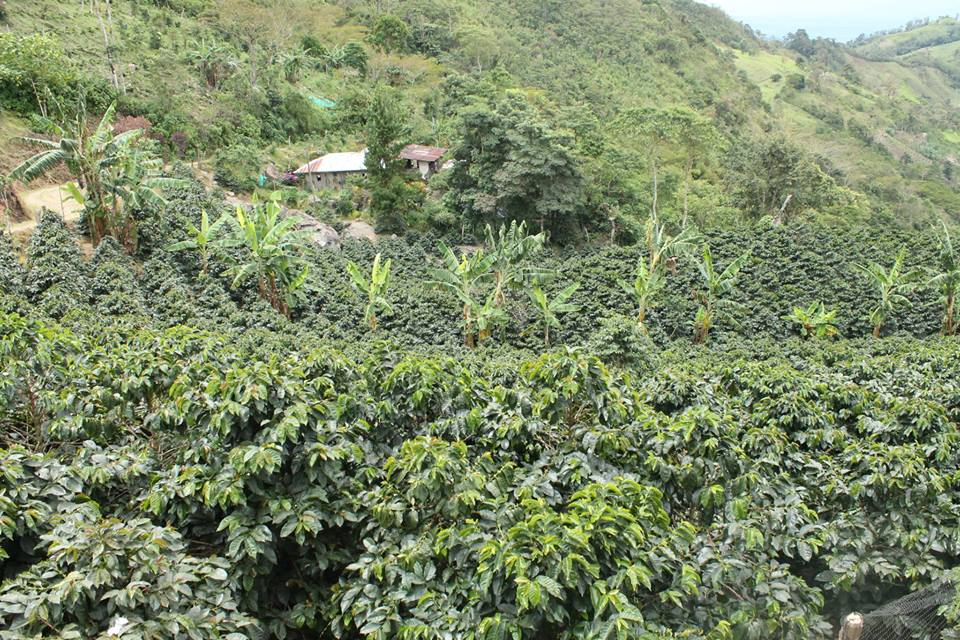
Ruta Cafetera - Vereda La Congoja

## Servicios públicos
- Energía Eléctrica: Celsia, es la empresa prestadora del servicio de energía eléctrica.
- Gas Natural: Alcanos de Colombia es la empresa distribuidora y comercializadora de gas natural en el municipio.